# Chapelle Saint-Nicolas de Vitré
Pour les articles homonymes, voir Chapelle Saint-Nicolas.
La chapelle Saint-Nicolas de Vitré était la chapelle des hôpitaux Saint-Nicolas et Saint-Yves établis dans les faubourgs de cette ville depuis le Moyen Âge.

## Histoire
Cette chapelle est située dans le faubourg médiéval du Rachapt, au nord-ouest de la ville close et proche du château de Vitré. Elle a été construite en schiste et grès dans un style gothique flamboyant durant les XVe et XVIe siècles, période prospère de la ville.
L'emplacement de l'hôpital était privilégié, compte tenu de sa localisation au point de franchissement de la Vilaine, le long de la route de Fougères, Saint-Malo et Mont-Saint-Michel ainsi que proche de la route de Rennes, Laval et Paris. De plus, l'hôpital était situé près d'un cours d'eau qui favorisait l'hygiène.
La vaste chapelle est de forme rectangulaire et est entourée par les anciens bâtiments hospitaliers au sud et le couvent des Augustines du XVIIe siècle au nord. Ce couvent a accueilli des religieuses augustines hospitalières de sa création jusqu'en 1974. La chapelle Saint-Nicolas est classée monument historique en 1980.
En 1986, le musée Saint-Nicolas a été créé dans la chapelle. Il a été agrandi en 1997 au niveau de l'ancien chœur des religieuses.

## Le musée Saint-Nicolas

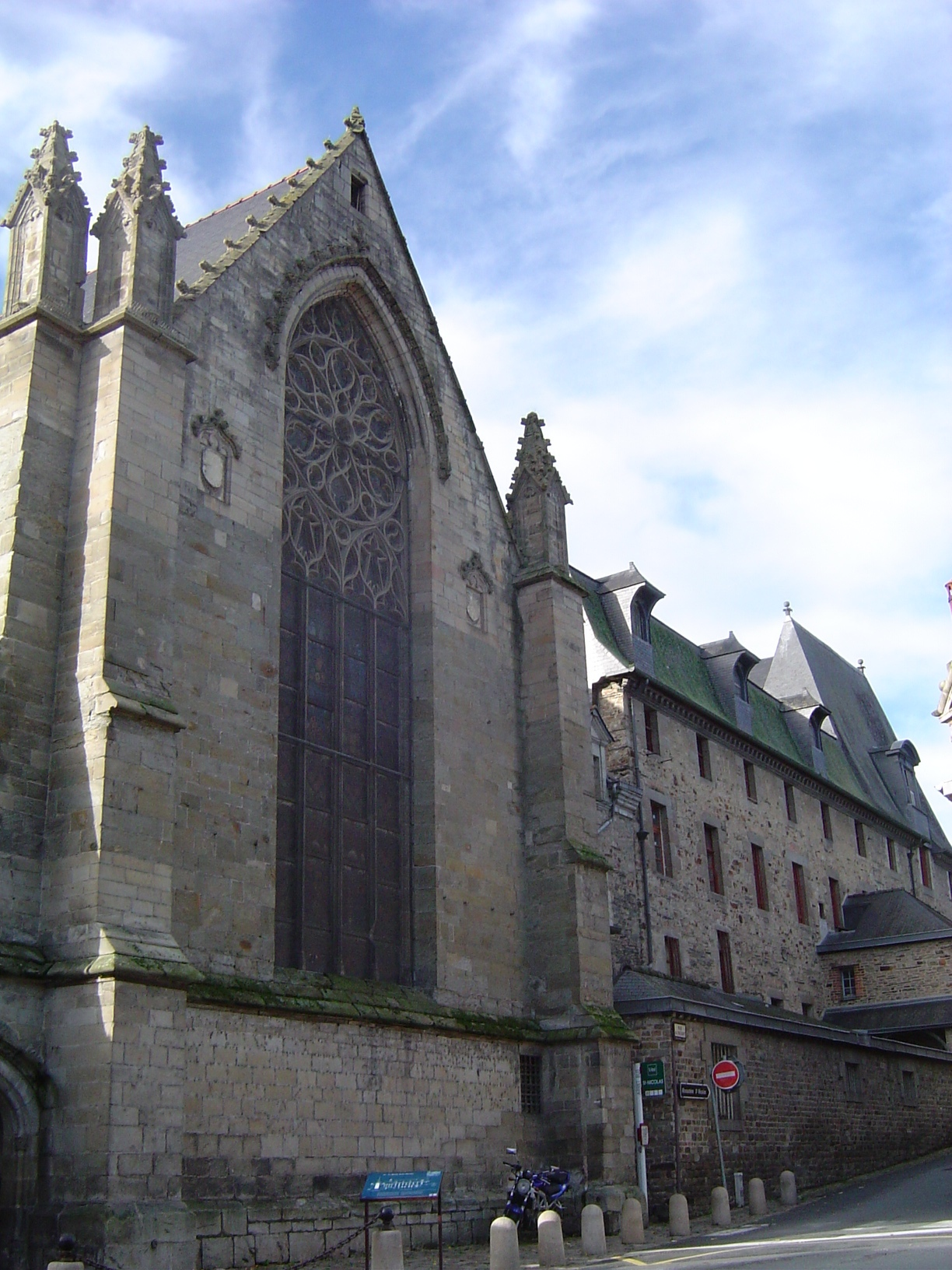
Chapelle Saint-Nicolas et monastère.

Le musée Saint-Nicolas est un musée d'art sacré et en particulier de l'orfèvrerie religieuse de la fin du XIXe siècle et première moitié du XXe siècle. Cette spécialisation confère à ce musée un statut unique en France et de référence nationale. Les collections sont enrichies chaque année grâce au concours de la direction des Musées de France et l'aide du Fonds régional d'acquisition des musées de Bretagne.
Dans le musée se trouve le tombeau de Robert de Grasménil mort le 21 juillet 1500 (chanoine de Vitré dans la Collégiale Sainte-Madeleine de Vitré et administrateur de l'hôpital), un maître-autel de 1870 dont subsiste un tabernacle en bois sculpté et doré de 1710-1715, des peintures murales remarquables datant du XVe siècle et début du XVIe siècle, une grille en fer forgé du XVIIe siècle permettant aux religieuses de suivre les offices depuis le chœur et enfin l'espace consacré à l'art sacré avec une très belle collection d'orfèvrerie religieuse.

## Le monastère Saint-Nicolas
En 1655, cinq religieuses hospitalières de la miséricorde de l'ordre de Saint-Augustin s'installent dans le quartier du Rachapt où elles avaient acquis plusieurs maisons. En 1657, elles édifient un premier couvent.
Entre 1675 et 1707, elles font construire un monastère beaucoup plus important avec des combles à la Mansart et organisé autour d'un magnifique cloître de cette époque.